# Kazuhiro Fujita
Kazuhiro Fujita (藤田 和日郎, Fujita Kazuhiro) és un mangaka japonés. Nascut el 24 de maig de 1964 en la ciutat Asahikawa, Hokkaidō del Japó. Kazuiro se graduà de la universitat Nihon. Feu el seu debut professional l'any 1989 en la revista Shōnen Sunday. El seu treball més popular és Ushio and Tora, amb el qual obtingué el Shogakukan Manga Award l'any 1992 en la categoria shōnen. Amb el mateix, obtingué més tard el Seiun Award l'any 1997.

## Treballs
- Ushio and Tora 1990-1996, 33 volums, Sunday
- Karakuri Circus 1997-2006, 43 volums, Sunday
- Yoru no Uta (col·lecció d'historietes curtes entre els anys 1988-1994)
- Ayatsuki no Ura (col·lecció d'historietes curtas entre els anys 1996-2003)
- Jagan wa Gachirin ni Tobu, 2007, Big Comic Spirits
- The Black Museum: Springald, 2007, Morning[2]

## Anime
- Ushio and Tora, 10 episodis d'OVA
- Karakuri Circus, publicat comercialment en Shōnen Sunday
- Karakuri no Kimi, un episodi d'OVA - més conegut en anglès com Puppet Princess

## Mestres
Són aquells que ensenyaren les seues tècniques de dibuix a Kazuhiro. Kazuhiro fou influït per ells.
- Fujihiko Hosono
- Asari Yoshito

## Assistents
Estes persones són els quals han treballat amb Kazuhiro. Alguns són els seus ajudants com és el cas de Nobuyuki Anzai.
- Nobuyuki Anzai
- Kazurou Inoue
- Yukio Katayama
- Tatsuya Kaneda
- Makoto Raiku